# Carme Barbarà i Geniés
Carme Barbarà i Geniés   (Barcelona, 3 de juliol de 1933) és una dibuixant de còmic i il·lustradora que s'inicia a la revista de còmic femení Florita. Una de les seves obres més conegudes és Mary Noticias (1962). Usava el nom de Carme Barbará i C. Barbará en els seus treballs.

## Biografia
Carme Barbarà va néixer a Barcelona, el 3 de juliol de 1933, en el si d'una família en la qual alguns dels membres eren molt afeccionats al dibuix i la pintura. És d'aquí d'on li ve l'afició pel dibuix i la pintura. Abans que dibuixant de còmics, en va ser lectora, el seu preferit era Jorge y Fernando, però també comprava les revistes de còmic Chicos, Mis Chicas, Maravillas i els quaderns d'El Hombre Enmascarado.

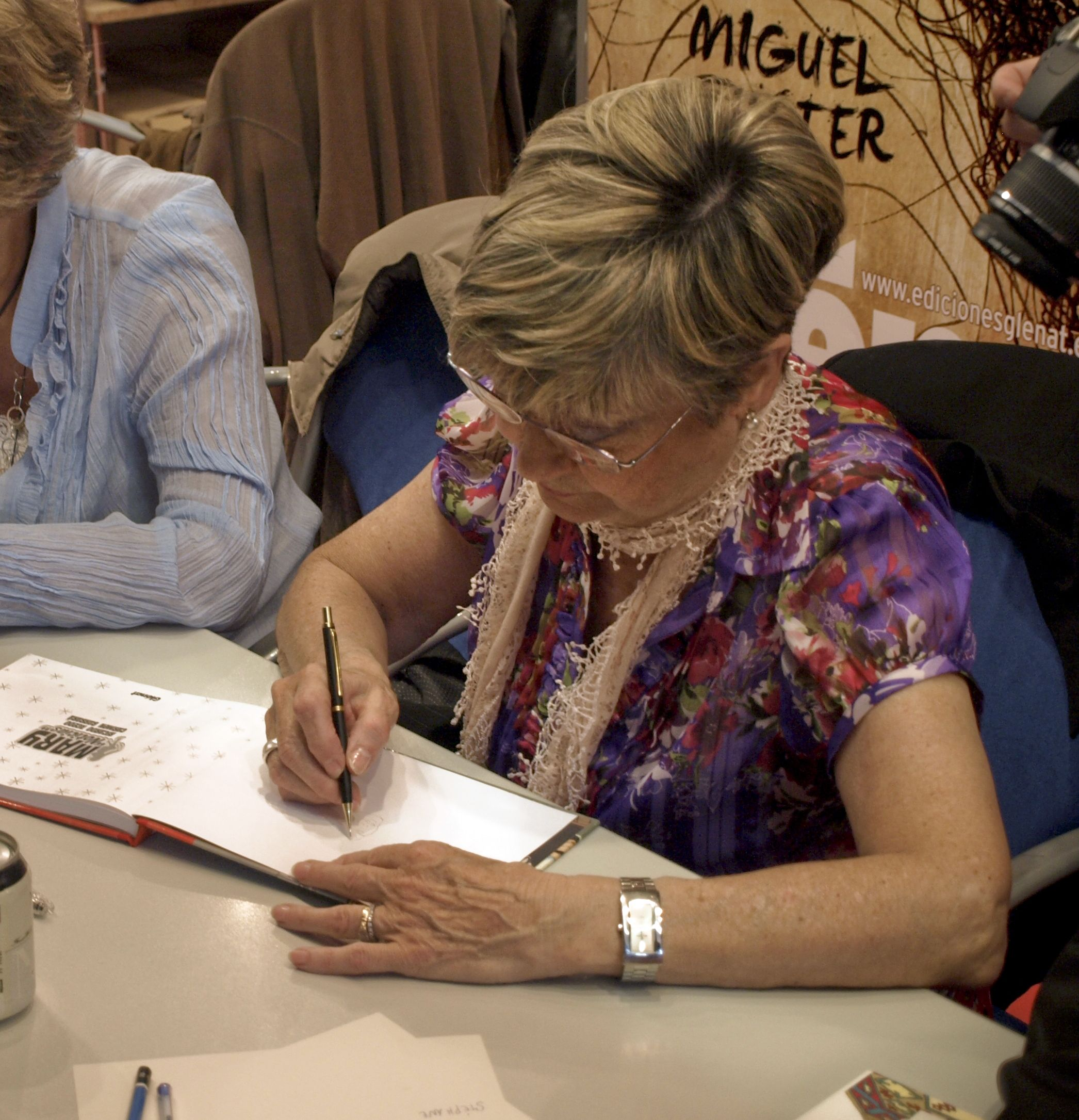
Carme Barbarà, signant exemplars del còmic Mary Noticias al 28è Saló del còmic de Barcelona (2010)

Els seus primers treballs foren contes de fades, que va fer a mitjan anys cinquanta per a Ediciones Alberto Geniés, editorial propietat d'Albert Geniés Lorente, un cosí de Carme Barbará i Geniés. Albert Geniés es dedicava a la publicació de contes i còmics, mentre que també era publicista, pintor i dibuixant de còmics.
El seu següent treball després de treballar a l'editorial d'Albert Geniés va ser el personatge de Luisa a la revista Florita per l'Editorial Plaza, editorial on treballarà fins que es va deixar d'editar la revista. Tot seguit, dibuixarà a Ediciones Toray, S. A. per als seus còmics Mis Cuentos, Alicia, Cuentos de la Abuelita i Azucena, entre d'altres. Per a l'Editorial Bruguera dibuixa a les publicacions Sissi, Cuentos Rositas i Cuentos para niñas Sissi, totes elles de còmic femení.
A Ibero Mundial de Ediciones, i a principi dels anys seixanta, hi va dibuixar per a les col·leccions Claro de Luna, Romántica i Marilin. També per a aquesta mateixa editorial va dibuixar, amb guions de Roy Mark (pseudònim de Ricardo Acedo), la sèrie per la qual seria més coneguda, Mary Noticias. Aquesta col·lecció es va començar a publicar el 21 de juny del 1962, i se n'editaren un total de 484 números.
Quan Carme Barberà encara no es dedicava professionalment al dibuix de còmic, tenia una gran admiració pels dibuixants Jesús Blasco i Emili Freixas; el fet de poder-los conèixer era un somni que pensava que era impossible que es fes realitat, però el cert és que, uns anys després, el somni es va fer realitat i va conèixer tots dos dibuixants. Gràcies a Emili Freixas, va obtenir un treball per fer unes il·lustracions per a contes clàssics. Aquests dibuixos li havien estat encarregats prèviament a Freixas, i aquest els va delegar a Carme Barbarà, que poc s'imaginava, quan era petita, que el mateix Freixas li demanaria que dibuixés per a ell. Aquests dibuixos foren realitzats amb tota la il·lusió del món.

## Obra i personatges
| Anys | Publicació                           | Títol / personatge  | Format           | Guionista                            | Editorial                  | Notes                                                  |
| ---- | ------------------------------------ | ------------------- | ---------------- | ------------------------------------ | -------------------------- | ------------------------------------------------------ |
| 1950 | Colección Carmencita                 | Diversos            | Quadern apaïsat  | J.P. Jubert                          | Ediciones Alberto Geniés   |                                                        |
| 1952 | Mis Cuentos                          | Diversos            | Quadern vertical | L. Cánovas                           | Ediciones Toray, S.A.      | La majoria estaven encunyats a la part superior        |
| 1953 | Florita                              | Luisa               | Quadern vertical |                                      | Ediciones Cliper           | Personatge                                             |
| 1956 | Colección Tres Hadas                 | Diversos            | Quadern apaïsat  | Luís Garcia Lecha i Carmina Verdejo  | Indedi Industria Editorial | Els almanacs eren quaderns verticals                   |
| 1957 | Alicia                               | Diversos            | Quadern apaïsat  | Diversos                             | Ediciones Toray, S.A.      | Sèrie                                                  |
| 1957 | Princesita Carolina                  | Diversos            | Quadern apaïsat  | L. Cánovas, Juan Llarch, Pérez Iscla | Editorial Ferma            | Sèrie                                                  |
| 1958 | Florita                              | Yo te contaré...    | Quadern vertical |                                      | Ediciones Cliper           | Sèrie                                                  |
| 1958 | Cuentos de la Abuelita               | Diversos            | Quadern          | Diversos                             | Ediciones Toray, S.A.      | Sèrie                                                  |
| 1958 | Dos Corazones                        | Diversos            | Quadern          | Carmen Fraxanet, Carver, Julez       | Indedi Industria Editorial | Se n'editaren 120 números                              |
| 1956 | Colección Mari-Tere                  | Colección Mari-Tere | Quadern          | Francisco José Gras                  | Editorial Grafidea, S.L.   | Segona sèrie                                           |
| 1958 | Marta                                | Marta               | Quadern apaïsat  |                                      | Ediciones Clíper           |                                                        |
| 1959 | Claro de Luna                        | Diversos            | Quadern apaïsat  | Diversos                             | Ibero Mundial de Ediciones |                                                        |
| 1959 | Sissi Suplemento de Novelas Gráficas | Diversos            | Quadern          | Diversos                             | Editorial Bruguera         | El primer número es va regalar amb el núm. 67 de Sissi |
| 1962 | Mary Noticias                        | Mary Noticias       | Quadern apaïsat  | Roy Mark                             | Ibero Mundial de Ediciones |                                                        |